# Президентские выборы в Эквадоре (1932)
Президентские выборы в Эквадоре проходили 30 и 31 октября 1932 году. В результате победу одержал Хуан де Диос Мартинес, получивший 71 % голосов.

## Предвыборная обстановка
Эти выборы были объявлены временным президентом Эквадора Альберто Герреро Мартинесом, который был назначен на этот пост после дисквалификации избранного президента Нептали Бонифаса, на конституционный период в 4 года.
Кандидатами были либерал Хуан де Диос Мартинес Мера, консерватор Мануэль Сотомайор-и-Луна, поэт и писатель Пабло Ханнибал Вела и независимый либеральный политик, которого поддерживала группа независимых левых, Франсиско Чирибога Бустаманте.

## Избирательная кампания
Выборы проводились 30 и 31 октября 1932 года. В соответствии с конституционным мандатом национальный Конгресс подсчитал голоса и провозгласил президентом Мартинеса Мера, который получил 56 872 голоса по сравнению с 16 212 — за Сотомайор, 6 093 — за Вела и 293 голоса за Чирибога. Хуан де Диос Мартинес Мера вступил в должность 5 декабря 1932 года.

## Результаты
| Кандидат                                     | Голоса | %    |
| -------------------------------------------- | ------ | ---- |
| Хуан де Диос Мартинес                        | 56 872 | 71,0 |
| Мануэль Сотомайор                            | 16 212 | 20,3 |
| Пабло Вела                                   | 6 093  | 7,6  |
| Прочие                                       | 881    | 1,1  |
| Всего                                        | 80 058 | 100  |
| Источник: Nohlen, Tribunal Supremo Electoral |        |      |